# 瓦房店西站
瓦房店西站位于中华人民共和国辽宁省大连市瓦房店市老虎屯镇，是哈大客运专线上的高铁站，于2012年12月1日启用，由中国铁路沈阳局集团管辖。

## 車站周邊
- 大老虎村委会
- 沈大高速公路

## 歷史
- 2012年12月1日启用。[2]

## 外部連結
- 中国铁路客户服务中心 （页面存档备份，存于）